# Ellmau
Ellmau am Wilden Kaiser is een gemeente in de Oostenrijkse deelstaat Tirol, in het district Kufstein. Het ligt aan de zuidelijke voet van het Kaisergebergte en is een zowel in de zomer als winter populaire toeristenplaats.
Ellmau ligt niet ver van Kitzbühel. Het dorp ligt op 820 meter hoogte. Het hoogste punt van de gemeente is de Ellmauer Halt met 2344 meter. Ellmau behoort tot de grootste skigebieden van Europa, Skiwelt genaamd.
Naast de wintersport biedt Ellmau in de zomer het Hexenwasser in Söll bij de kabelbaan van HochSöll, het interactieve park Alpinolino bij de kabelbaan van Westendorf en de Ellmi's Zauberwelt bij de Hartkaiserbahn in Ellmau. Er is er meer dan 400 kilometer aan wandelroutes, die men zonder begeleiding van een geoefend gids kan bedwingen. Bergbeklimmen kan men ook op de Wilder Kaiser, echter alleen onder leiding van een gids.
Ellmau is vanaf 2008 tevens bekend geworden als de opnamelocatie van Der Bergdoktor, een Duits-Oostenrijkse serie rondom de dokterspraktijk van dr. Martin Gruber.

## Afbeeldingen

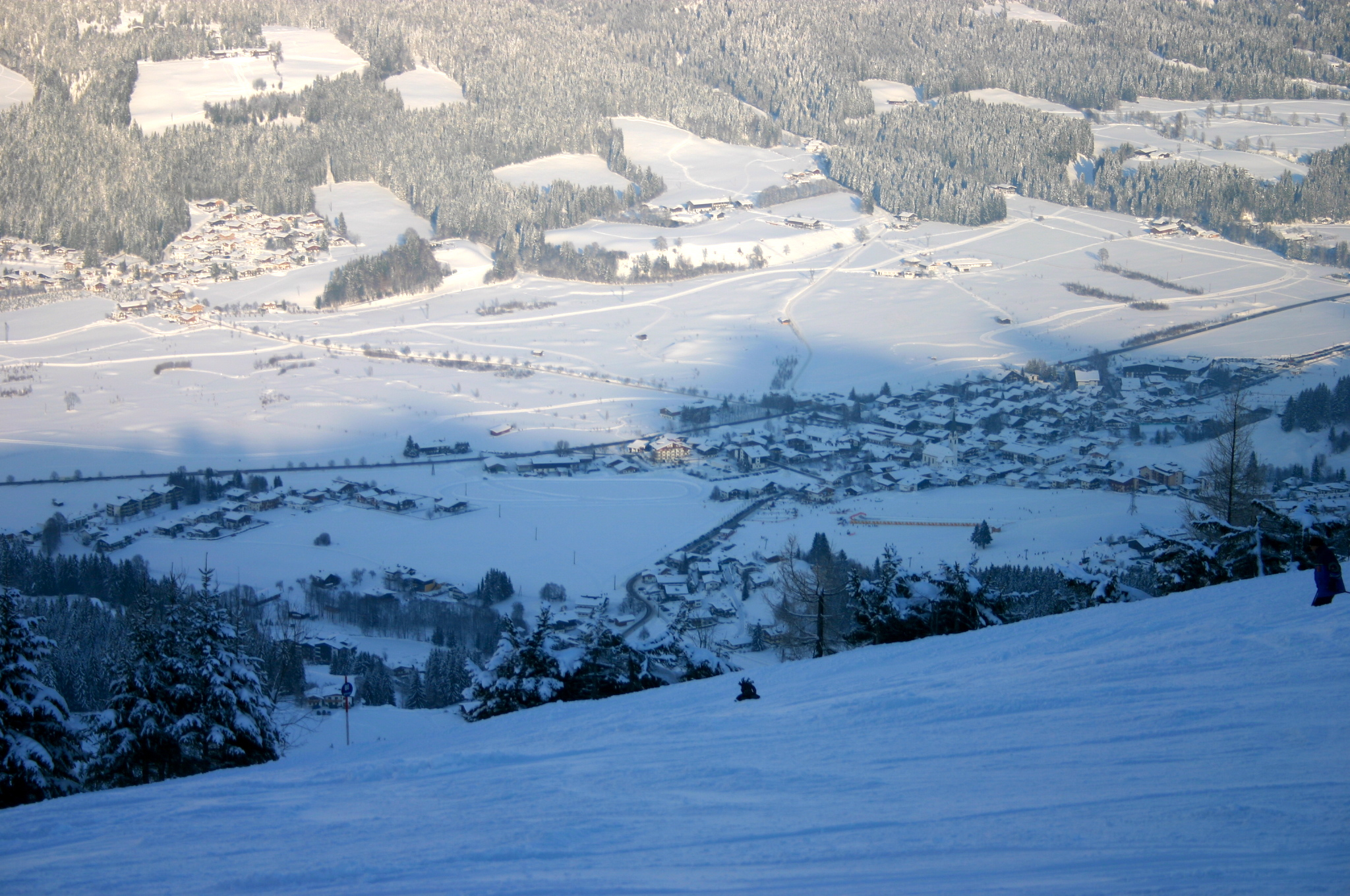
Ellmau, Winter 2005 vanaf de Hartkaiser
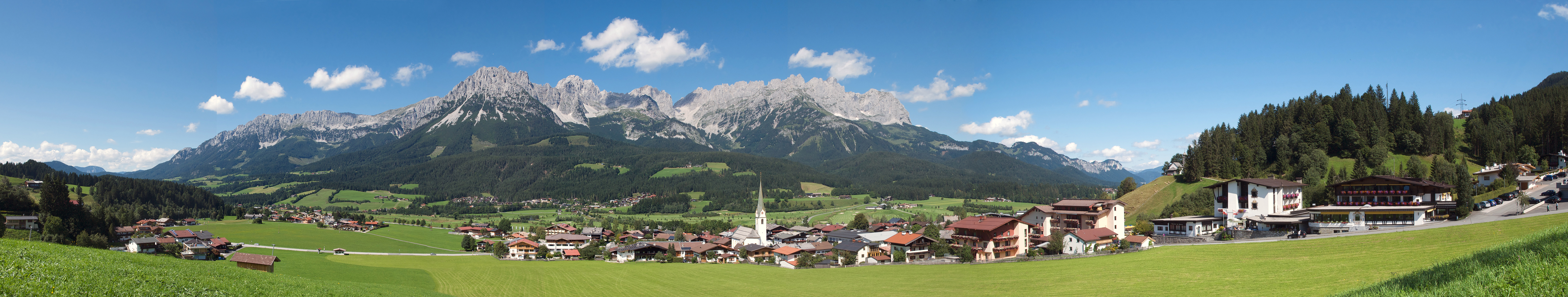
Ellmau met op de achtergrond het Kaisergebergte.
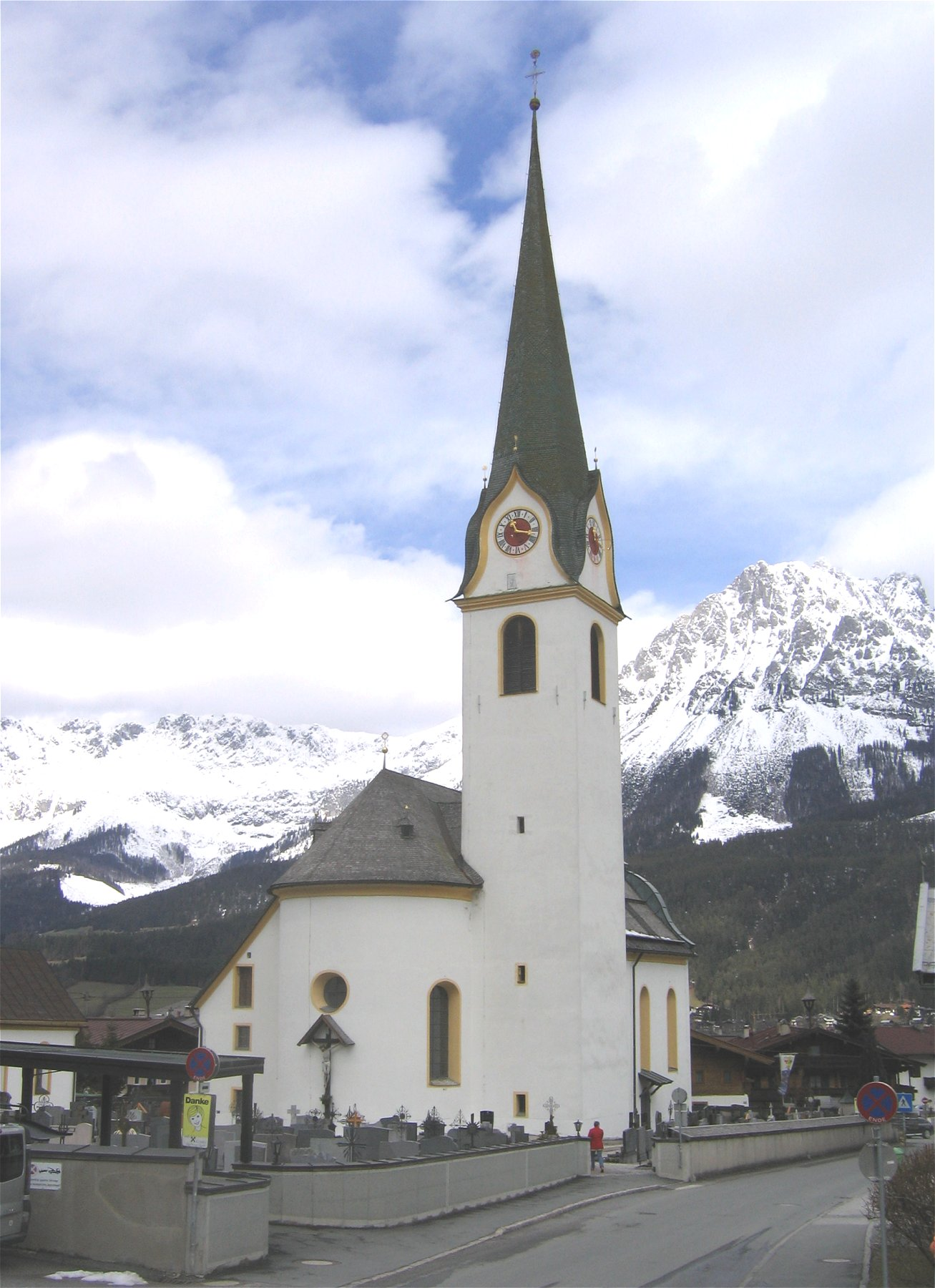
St. Michaelkerk
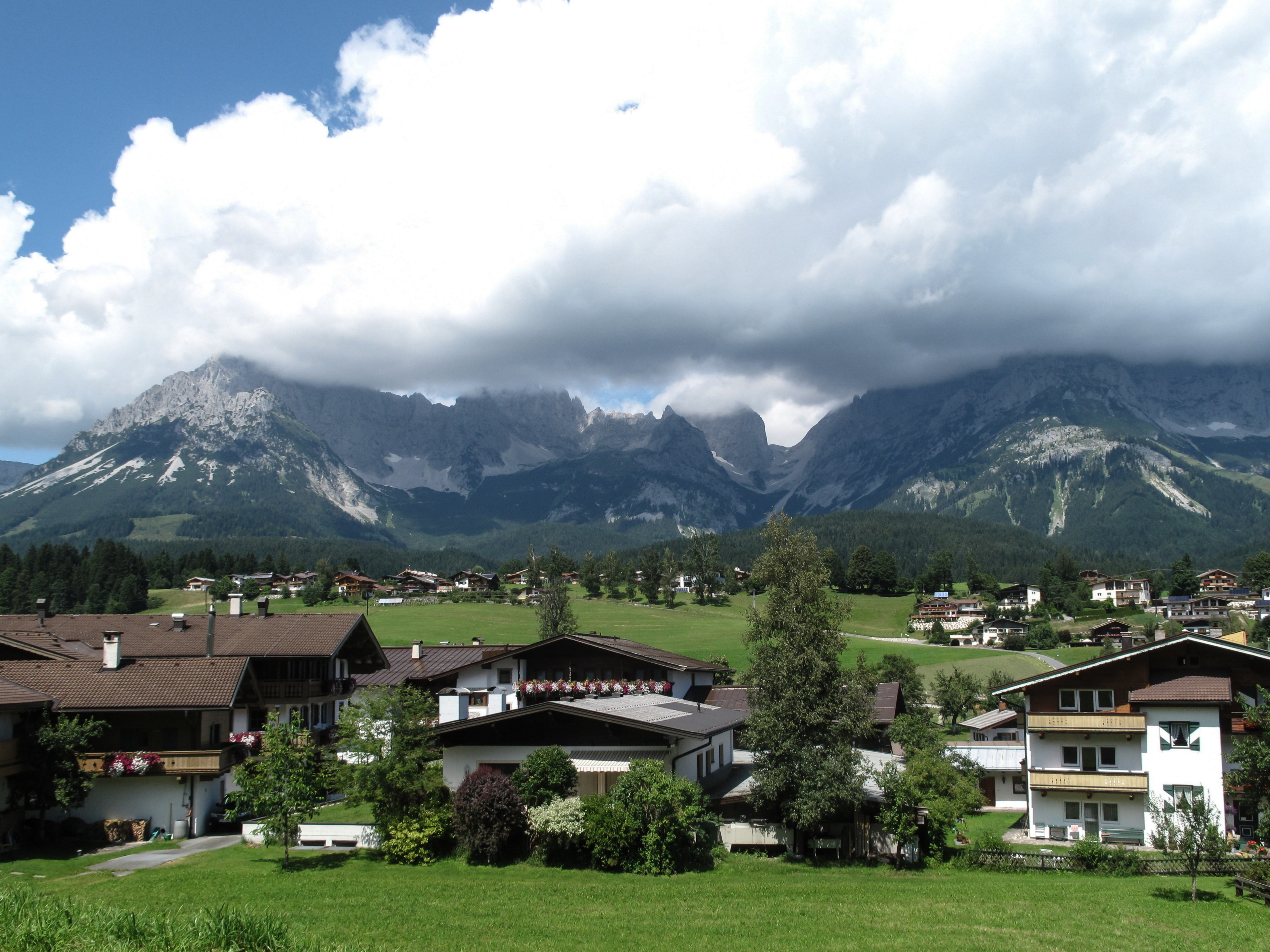
Zicht op oostelijk deel van Ellmau

- Gemeinsame Normdatei: 4433981-1
- Library of Congress Control Number: n78096621
- Nationale Bibliotheek van Israël: 987007552545505171
- Virtual International Authority File: 138357910

Alpbach · Angath · Angerberg · Bad Häring · Brandenberg · Breitenbach am Inn · Brixlegg · Ebbs · Ellmau · Erl · Kirchbichl · Kramsach · Kufstein · Kundl · Langkampfen · Mariastein · Münster · Niederndorf · Niederndorferberg · Radfeld · Rattenberg · Reith im Alpbachtal · Rettenschöss · Scheffau am Wilden Kaiser · Schwoich · Söll · Thiersee · Walchsee · Wildschönau · Wörgl